# 翰鵬鄭家祠

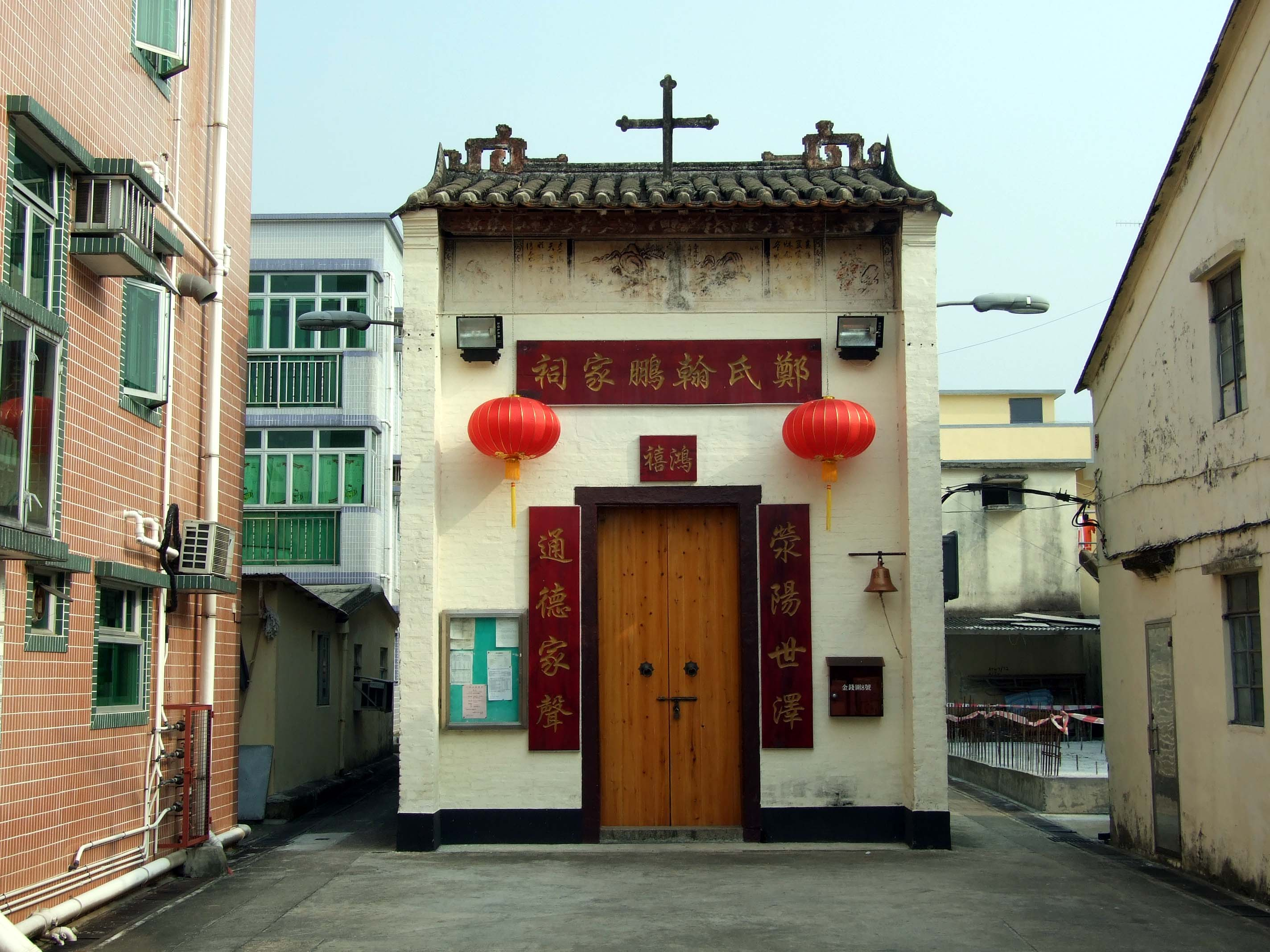
翰鵬鄭家祠屋頂豎立一個十字架

翰鵬鄭家祠位於香港新界元朗區八鄉金錢圍，於1929年建成，原本為家族祠堂，在節日舉行祭祀，一度改作天主教教堂，其後營辦幼稚園，現時用作商議村務。翰鵬鄭家祠於2010年3月22日獲列為三級歷史建築。

## 金錢圍
金錢圍的鄭氏原居於荃灣城門圍，其後因港英政府徵地興建城門水塘，族人遷移至不同區域重建家園，部分於1929年在八鄉水流田村以西建村。

## 祠堂改教堂
天主教自十九世紀中在新界東部開始傳教，於1917年沿林村谷來到八鄉錦田平原傳教，以客家村落為目標，並在長莆村和下輋村設立作為傳教站的小教堂。其時剛搬村的金錢圍鄭氏村民生活窘迫，據報當時每個家庭於搬村時可獲發一間兩層高的村屋，而且農民更可獲發田地，但村民於取得賠款後便經常到深圳賭錢，以至債台高築。金錢圍的村民得到教會的物資接濟，更獲代贖回因為欠承建商款項而被扣起的祠堂和部分房屋。部分村民開始參加慕道，直到1935年的端午節，金錢圍村民決定全村改奉天主教，並將祠堂以300元按揭給教會，將祠堂改建為小教堂，名為「聖母七苦小堂」（Our Lady of Sorrows Chapel），並在屋頂上豎立起一個石十字架。而祠堂內鄭氏歷代祖先的神主牌也由神父拋棄到錦田河中。
金錢圍成為天主教會在八鄉錦田的傳教中心，而堂區亦在區內支持兩所學校，先於1948年應金錢圍教友要求支持金錢圍的「錦全學校」繼續運作，由時任元朗堂區主管的區鴻慈神父（Valva Didacus D'Ayala）斥資700元修葺；1958年更與元岡村、吳家村、石湖塘成立「四聯學校」。
小堂自1954年至1961年由元朗聖伯多祿聖保祿堂司鐸管理，屬元朗堂區教會；1962年9月錦田區脫離元朗區，而小堂亦由1962年至1966年改隸屬錦田堂區。1966年錦田堂區建立「聖猶達彌撒中心」（St. Jude’s Mass Centre），成為堂區中心，教友逐漸轉到該處禮拜，而家祠交回鄭氏所有，改辦「金錢圍幼稚園」直至1971年才停辨。

## 外部連結
- 1444幢歷史建築物簡要－Number: 1147 翰鵬鄭家祠
- 豎起十字架的祠堂：八鄉金錢圍鄭氏家祠 （页面存档备份，存于）
- 聖母七苦小堂 （页面存档备份，存于）
- 香港客家村落中的天主教傳教工作 （页面存档备份，存于）